# Herodes Filip
|  | Per a altres significats, vegeu «Filip el Tetrarca». |

Herodes Filip (també Herodes Boet o Herodes II) fou fill d'Herodes el Gran i de Mariamne II. Es va casar amb Heròdies, que al cap d'un temps es va divorciar d'ell per casar-se contra la llei jueva amb Herodes Antipes, germanastre del seu primer marit. Fora d'aquesta circumstància no se li coneix cap paper a la història.